# 十六夜物語
「十六夜物語」（いざよいものがたり）は、河合奈保子の28枚目のシングルである。1987年7月24日に日本コロムビアよりリリースされた。EPの規格品番はAH-855。

## 概要
表題曲「十六夜物語」はTBS系「世界・ふしぎ発見!」のエンディングテーマ曲に採用された。
オリコンチャートでは最高10位に入り、1981年の「スマイル・フォー・ミー」以来通算21曲目の10位以内のランクインとなったが、現在本作がオリコンチャートTOP10以内にランクインした最後のシングルとなった。1987年10月、第9回プラハ国際音楽祭にて「3位入賞」、「最優秀歌唱賞」、「書記長賞」を受賞した。

## 収録曲
1. 十六夜物語
  - 作詞: 吉元由美／作曲: 河合奈保子／編曲: 瀬尾一三
2. 十六夜物語－ピアノ・トランスクリプション－